# 都築工業
都築工業株式会社（つづきこうぎょう）は、名古屋市中村区に本社を置く人材派遣サービス関連企業。

## 概要
愛知県・岐阜県・三重県・静岡県などの各地のオフィスや工場・倉庫に、アウトソーシング（業務請負）及び人材を紹介したり派遣する事業を行っている。
長期の人材派遣やアルバイトの他、1日のみも含めた短期の派遣やアルバイトも、実施している。

## 営業所
- 本社・名古屋営業所： 愛知県名古屋市中村区黄金通7丁目21番地-1
- 犬山営業所： 愛知県犬山市羽黒新田字井堀向1-7 ウィング都築2F
- 小牧営業所： 愛知県小牧市二重堀上池197-1 ニューウェーブ小牧Ⅱ1F
- 浜松営業所： 静岡県浜松市中区板屋町100-15 東洋ビル401
- 御殿場営業所： 静岡県御殿場市大坂112-1 フジパレスツヅキ1F

## 沿革
- 1961年3月 - 都築組として創業
- 1975年6月 - 都築工業株式会社が設立される
- 2002年 - 一般労働者派遣事業許可を取得する
- 2006年 - 有料職業紹介事業許可取得